# Linyphia rita
Linyphia rita là một loài nhện trong họ Linyphiidae.
Loài này thuộc chi Linyphia. Linyphia rita được Willis J. Gertsch miêu tả năm 1951.